# Nevada State Route 361

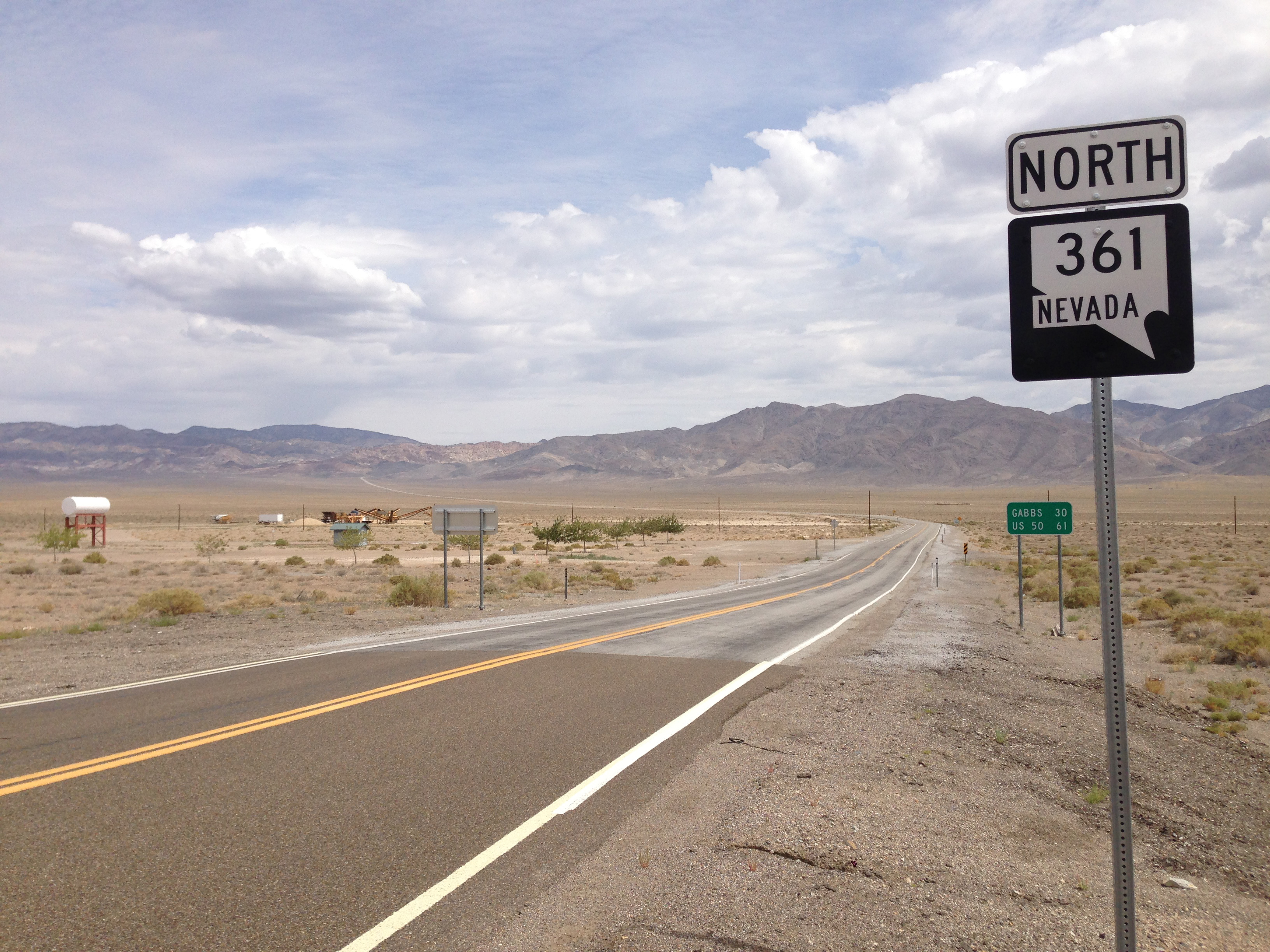
NV 361 im Mineral County

Die Nevada State Route 361 (kurz NV 361) ist eine State Route im US-Bundesstaat Nevada, die in Nord-Süd-Richtung verläuft.
Die State Route beginnt am U.S. Highway 95 nahe Luning und endet nach 101 Kilometern nahe Middlegate am U.S. Highway 50. Im Norden von Gabbs zweigt die Nevada State Route 844 ab, die als Verbindung zum Humboldt-Toiyabe National Forest genutzt wird.
Sie wird auch als Gabbs Valley Road bezeichnet.